# 柳瀬大輔
柳瀬 大輔（やなせ だいすけ、1970年7月27日 - ）は、日本の舞台俳優、ボイストレーナー。麻布中学校・高等学校を卒業後、東京藝術大学声学科卒業。
1992年に、ミュージカル「ファンタスティックス」のマット役でデビュー。その後2009年まで劇団四季に在籍し、現在はフリーで舞台出演やコンサートなどで活動している。

## 出演作品

### 劇団四季
- 「オペラ座の怪人」 - ラウル 役
- 「美女と野獣」 - 野獣 役
- 「ジーザス・クライスト＝スーパースター」 - タイトルロール
- 「キャッツ」 - スキンブル シャンクス 役
- 「ヴェニスの商人」 - サレアリオー 役
- 「間奏曲」 - 幽霊 役
- ｢ふたりのロッテ｣ - パルフィー氏 役

### 劇団四季退団後
- 「星の王子さま」（2011年） - 作家 役
- 「ロストフォレスト」（2012年） - オオカミ 役
- 「オリビアを聴きながら」（2012年） - 左千夫 役
- 「わが町」（2012年） - カレーライス 役
- 「ファンファーレ」（2012年）
- 「セイギノミカタII」（2013年） - デンガク司令官 役
- 「ロック・ザ・フィガロ」（2013年） - 主演
- 「MoMo」（2013年） - マイスター・ホラ 役
- 「バイトショウ」（2013年） - デニーロ鈴木 役
- 「かぐや伝説〜月からの贈り物」（2014年） - 道明 役
- 「I DO! I DO!」（2014年） - マイケル 役
- 「日陰でも110度」（2014年） - スターバック 役 - 長吉 役
- 「紫陽花河原恋顛末（あじさいがわらこいのてんまつ）」（2014年）
- 「ミュージカル・TRAILS」（2015年） - ヴァージル 役
- 「日本ペンクラブ創立80周年特別企画＜ふるさと文学＞島崎藤村の小諸」（2015年4月18日）
- 音楽劇「母さん」〜サトウハチローの詩と母のものがたり〜（2015年4月25日 - 5月2日）
- しんゆりシアターミュージカル 「ファンタスティックス」（2015年9月12日 - 13日） - エルガヨ 役
- ザ・ライフ・カムパニイ「自分探しの旅に出よう！〜カモメに飛ぶことを教えた猫」（2015年11月4日 - 8日）
- ブロードウェイミュージカル『口笛は誰でも吹ける〜Anyone Can Whistle』（2015年12月17日 - 23日）
- 『ミュージカル座3月公演・ルルドの奇跡』（2016年3月10日 - 13日）
- 『ミュージカル・コメディ「ヴェローナ物語」』（2016年4月26日 - 5月3日）※4月28日休演
- 「ドラゴンクエストライブスペクタクルツアー」（2016年7月22日 - 8月31日/さいたまスーパーアリーナ、マリンメッセ福岡、日本ガイシホール、大阪城ホール、横浜アリーナ） - オルテガ 役[2]
- 「『サラ・ベルナール』〜命が命を生む時〜」（2016年10月6日、兵庫公演 / 10月12日 - 14日、東京公演）[3]
- 「『終わり、そして始まり...』〜横山由和 芸能活動40周年記念コンサート〜」（2016年11月20日、川崎市新百合ヶ丘アルテリオ小劇場）
- ブロードウェイミュージカル『スペリング・ビー』（2016年12月7日 - 11日、六行会ホール） - 星組で出演
- ミュージカル『風雲新撰組〜熱誠〜』（2017年3月1日 - 5日、シアター1010） - 榎本武揚 役・A組で出演
- ミュージカル『ロスト・フォレスト』（2017年5月17日 - 21日、六行会ホール） - オオカミ 役・月組で出演
- ミュージカル『スター誕生！』（2018年1月10日 - 14日、キンケロ・シアター） - 星組で出演
- ミュージカル『ズボン船長」』（2018年9月22日 - 24日、梅田芸術劇場シアター・ドラマシティ） - ズボン船長 役
- 舞台『無人島に生きる十六人』（2022年4月15日 - 24日、こくみん共済 coop ホール／スペース・ゼロ） - 小笠原チャールズ 役
- ミュージカル『暁のヨナ』（2024年7月20日 - 28日、シアターH） - クムジ 役[4]
- 音楽劇『無人島に生きる十六人』（2025年1月25日 - 2月2日、日本青年館ホール） - 小笠原チャールズ 役[5][6]
- 劇団アレン座プロデュース 舞台 『TOU -REBUILD-』（2026年1月13日 - 20日、IMAホール）[7]

## ライヴ
自主制作（「スタジオ花鳥風月」主催）のライブを東京、京都、福岡、ニュージーランドなどで開催。
- 「春live2015〜めぐりあい」3月14日（土）東京・3月22日（日）京都
- 「ミュージカルLIVE2015〜夏鳥風月」7月19日（日）名古屋・7月25日（土）京都・8月2日（日）東京
- 『秋晴れカンタービレ 2015』〜クラシック loves ミュージカル〜2声と1台の物語 11月21日（土）京都、11月23日（月・祝）東京
- 「春ライブ2016〜春ラ！ラ！ラ！」2月27日（土）・3月6日（日）東京、3月5日（土）京都
- 「ミュージカル live『夏鳥風月』2016」6月26日（日）・7月2日（土）
- 「ミュージカル live『夏鳥風月』2017」7月16日（日）会場：二子玉川KIWA 13：30/18：00 2回公演
- 「ミュージカル live『夏鳥風月』2018」8月12日（日）会場：KIWA TENNOZ 14：00

## その他
- 2012年 北京の国際貿易センターでの「日中友好40周年記念イベント」で日本の歌を歌う。
- 2014年 川崎市主催のアート講座「ようこそ、ミュージカルの世界へ！」で講師を務める。